# Ден Кессіді
Ден Кессіді (англ. Dan Cassidy; нар. 29 квітня 1961) — колишній американський тенісист.
Найвищу одиночну позицію світового рейтингу — 74 місце досяг 18 лютого, 1985, парну — 62 місце — 10 листопада, 1986 року.
Здобув 1 одиночний титул.
Найвищим досягненням на турнірах Великого шолома було 3 коло в одиночному та парному розрядах.

## Фінали Гран-прі

### Одиночний розряд (1 перемога)
| Результат | Ранг | Дата | Турнір                       | Покриття | Суперник                    | Рахунок  |
| --------- | ---- | ---- | ---------------------------- | -------- | --------------------------- | -------- |
| Перемога  | 1.   | 1984 | Melbourne Outdoor, Австралія | Трава    | Джон Фіцджеральд (тенісист) | 7–6, 7–6 |

### Парний розряд (1 поразка)
| Результат | Ранг | Дата | Турнір                          | Покриття | Партнер     | Суперники                       | Рахунок       |
| --------- | ---- | ---- | ------------------------------- | -------- | ----------- | ------------------------------- | ------------- |
| Поразка   | 1.   | 1986 | Бостон, Сполучені Штати Америки | Ґрунт    | Мел Перселл | Ганс Гільдемайстер Андрес Гомес | 6–4, 5–7, 0–6 |